# Jo Schlesser
Joseph Schlesser (Liouville, Francuska, 18. svibnja 1928. – Rouen-Les-Essarts, Francuska, 7. srpnja 1968.) je bivši francuski vozač automobilističkih utrka.

## Početak u automobilizmu
Rođen u Francuskoj, odrastao na Madagaskaru, Schlesser je počeo s utrkivanjem 1952. Godine 1954. započeo je utrkivanje u popularnoj francuskoj trkaćoj kategoriji Monomill, da bi sljedeće tri godine povremeno nastupao na nekim utrkama, pošto je radio u Mozambiku. U Europu se vraća 1957., a iste godine ostvaruje prvi zapaženiji uspjeh, drugo mjesto na Liège-Rome-Liège reli utrci vozeći Mercedes. Sljedeće dvije godine nema previše uspjeha, a 1960. vozeći Ferrari 250 GT, ostvaruje dobre rezultate. Na utrci 1000 km Nürburgringa gdje mu je Lucien Bianchi momčadski kolega, završava drugi u svojoj klasi, a mjesec dana nakon toga ostvaruje drugo mjestu u generalnom poretku na utrci na Rouenu. U istom bolidu pobjeđuje na utrci Grosser Preis von Deutschland, a na utrci Tour de France ostvaruje još jedno drugo mjesto.
Sljedeće 1961. najbolji rezultat mu je treće mjesto na utrci Coupes de Paris, a tijekom testa za utrku 24 sata Le Mansa doživljava nesreću gdje je slomio ruku i nogu. Njegovo utrkivanje je nakratko bilo prekinuto, no već 1962. se vraća na stazu, te je još jednom drugi na utrci Tour de France. Te godine započinje natjecanje u Formuli Junior vozeći Brabham BT2 bolid. Na utrci Coupes du Salon pobjeđuje 1963. u bolidu Aston Martin DP214. Sljedeće 1964. nastupa na najviše utrka do tada, no ne uspijeva pobijediti ni na jednoj. Najbolji rezultat mu je drugo mjesto na 1000 kilometara Pariza, gdje zajedno sa suvozačem Pedrom Rodríguezom nastupa za momčad North American Racing Team. Godine 1965. zajedno s Haroldom Keckom i Bobom Johnsonom završava drugi na utrci 2000 kilometara Daytone.

## Formula 1

### 1966.
Prvi nastup Schlesser je imao na VN Njemačke na stazi Nürburgring 7. kolovoza 1966. Ipak taj nastup kao prvi u Formuli 1 je diskutabilan, iz razloga što su se na toj utrci istodobno vozile utrka Formule 1 i Formule 2. Schlesser je nastupao za momčad Matra Sports, vozeći Matrin MS5 Formula 2 bolid, pogonjen Ford Cosworthovim SCA L4 1.0 litrenim motorom. Kvalificirao se na 19. mjesto s 45 sekundi zaostatka za najboljim vremenom Jima Clarka, a od 13 bolida Formule 2, bio je treći najbrži s 3,5 sekundi zaostatka za najboljim vremenom Jackyja Ickxa. U utrci od 15 krugova, Schlesser je na kraju 4. kruga bio na 15. mjestu, na kojem se zadržao sljedećih pet krugova. Kako su vozači ispred njega odustajali, tako je i Joseph napredovao, te na kraju utrku završio na 10. mjestu s krugom zaostatka iza pobjednika Jacka Brabhama. U utrci Formula 2 bolida, završio je na 3. mjestu iza Jean-Pierrea Beltoisea i Huberta Hahnea. Bio je to jedini Schlesserov nastup te sezone.

### 1967.
I sljedeće sezone Schlesser je vozio tek jednu utrku, također onu na VN Njemačke na stazi Nürburgring. I tada su se istodobno održale utrke Formule 1 i Formule 2, a Joseph je ovog puta nastupao za momčad Ecurie Ford-France, vozeći kao i prošle sezone, Matrin MS5 Formula 2 bolid, ali ovog puta pogonjen Ford Cosworthovim FVA L4 1.6 litrenim motorom. Kvalificirao se na 21. mjesto s 36,5 sekundi zaostatka za najboljim vremenom, i ove godine, Škota Jima Clarka. Od sedam bolida Formule 2, Schlesser je bio peti najbrži. No utrka nije bila dugog vijeka za Francuza. Već u drugom krugu je odustao zbog problema s kvačilom.

### 1968.
Sljedeće 1968., na VN Francuske na stazi Rouen, Schlesser je konačno dobio priliku voziti bolid Formule 1. Na svojoj domaćoj utrci, trebao je voziti Hondu RA302. Japanska momčad već je pobjeđivala u Formuli 1, no pobjednički bolid Honda RA301 na tim utrkama, zapravo je bilo djelo britanskih specijalista za trkaće bolide Lola. Bila je to činjenica koju Soichiro Honda nije mogao lako podnijeti, te je želio originalan bolid japanske konstrukcije. Stoga je Schlesserov RA302 bolid bio upravo to, lagana konstrukcija od magnezija oko zrakom hlađenog motora, posve drukčije od tada dominantnih rješenja. No problem se pojavio već na testiranju, kada je Hondin regularni vozač John Surtees izjavio da je bolid jako nesiguran, te je odbio nastupati s njim. Željni testa u okolnostima prave utrke, iz Honde su pozvali Schlessera, koji se obradovao iznenadnoj prilici u jednoj od najvećih momčadi. Kvalificirao se na 17. mjestu s RA302 bolidom pogonjenim Hondinim RA302E V8 3.0 motorom, dok je momčadski kolega Surtees ostvario 7. mjesto, no u RA301 bolidu s Hondinim RA301E V12 3.0 motorm. Nakon prvog kruga, Schlesser je bio na 15. mjestu, dok se Surtees vozio na 5. mjestu. U trećem krugu, Schlesser je u zavoju Six Frères, pri brzini od 250 km/h, izgubio kontrolu i bočno otklizao u zemljani nasip. Lako zapaljiv magnezij i do vrha pun spremnik goriva za čitavu utrku, odmah su se zapalili. Da stvar bude gora, bolid se preokrenuo naopako te nesretni Francuz nije imao šanse za preživjeti, te je preminuo već na stazi. Njegov najbolji prijatelj Guy Ligier je kasnije svakom svom Ligier bolidu u Formuli 1 davao oznaku JS, u čast Josepha Schlessera.

## Ostale trkače kategorije
Schlesser je od 1957. do 1968. nastupao na utrci 24 sata Le Mansa, no u devet nastupa ni jednom nije uspio završiti utrku. Na utrci 1000 km Nürburgringa nastupao je pet puta, a najbolji rezultat mu je bilo 5. mjesto u generalnom poretku 1966., dok je 1960. bio drugi u svojoj klasi. Od 1960. do 1967. nastupao je na utrci 1000 km Pariza. Godine 1966. pobjeđuje na utrci ACIF Montlhéry na stazi Linas-Montlhéry, vozeći Ford GT40. Na istoj stazi i u istom bolidu, pobjeđuje sljedeće godine na utrci Coupes de Paris, a iste godine prvi je i na utrci 12 sati Reimsa s Guyom Ligierom kao momčadskim kolegom. Posljednji podij Schlesser je ostvario u svibnju 1968., kada je u Porscheu 907, zajedno s Gerhardom Mitterom osvojio drugom mjesto na utrci 1000 km Spa u Belgiji.
Josephov nećak, Jean-Louis Schlesser, također se bavio automobilizmom i bio poznat kao vrhunski vozač maratonskih relija poput Dakra, a jednom je nastupio i u Formuli 1 na VN Italije u Monzi 1988., poput strica isto u poodmaklim vozačkim godinama.

## Rezultati u Formuli 1
| Sezona | Momčad              | Šasija         | Motor               | Utrke | Pobjede | Podiji | Bodovi | Plasman |
| ------ | ------------------- | -------------- | ------------------- | ----- | ------- | ------ | ------ | ------- |
| 1966.  | Matra Sports        | Matra MS5 (F2) | Cosworth Straight-4 | 1     | 0       | 0      | 0      | —       |
| 1967.  | Écurie Ford-France  | Matra MS5 (F2) | Cosworth Straight-4 | 1     | 0       | 0      | 0      | —       |
| 1968.  | Honda Racing France | Honda RA302    | Honda V8            | 1     | 0       | 0      | 0      | —       |

## Pobjede
| Godina | Datum        | Utrka                         | Staza                        | Bolid              | Momčadski kolega | Klasa  |
| ------ | ------------ | ----------------------------- | ---------------------------- | ------------------ | ---------------- | ------ |
| 1960.  | 31. srpnja   | Grosser Preis von Deutschland | Nürburgring Südschleife      | Ferrari 250 GT     | nitko            | GT+1.3 |
| 1963.  | 6. listopada | Coupes du Salon               | Circuit de Linas-Montlhéry   | Aston Martin DP214 | nitko            | —      |
| 1966.  | 4. rujna     | ACIF Montlhéry                | Autodrome de Linas-Montlhéry | Ford GT40          | nitko            | —      |
| 1967.  | 25. lipnja   | 12 h Reims                    | Reims                        | Ford Mk II         | Guy Ligier       | —      |
| 1967.  | 10. rujna    | Coupes de Paris               | Autodrome de Linas-Montlhéry | Ford GT40          | nitko            | —      |

## Vanjske poveznice
- Jo Schlesser Racing Reference
- Jo Schlesser Racing Sports Cars